# لاديسلاف نوفاك
لاديسلاف نوفاك(5 ديسمبر 1931 - 21 مارس 2011)، لاعب كرة قدم تشيكوسلوفاكي سابق، ومدرب كرة قدم تشيكي. لعب مع منتخب تشيكوسلوفاكيا لكرة القدم 75 مباراة.

## روابط خارجية
- لاديسلاف نوفاك على موقع الاتحاد الدولي (مؤرشف)  (الإنجليزية)
- لاديسلاف نوفاك على موقع الاتحاد التشيكي (الإنجليزية)
- لاديسلاف نوفاك على موقع قاعدة بيانات كرة القدم.إي يو (الإنجليزية)
- لاديسلاف نوفاك على موقع ناشيونال فوتبول تيمز (الإنجليزية)
- لاديسلاف نوفاك على موقع عالم كرة القدم.نت (الإنجليزية)